# Colgan Air

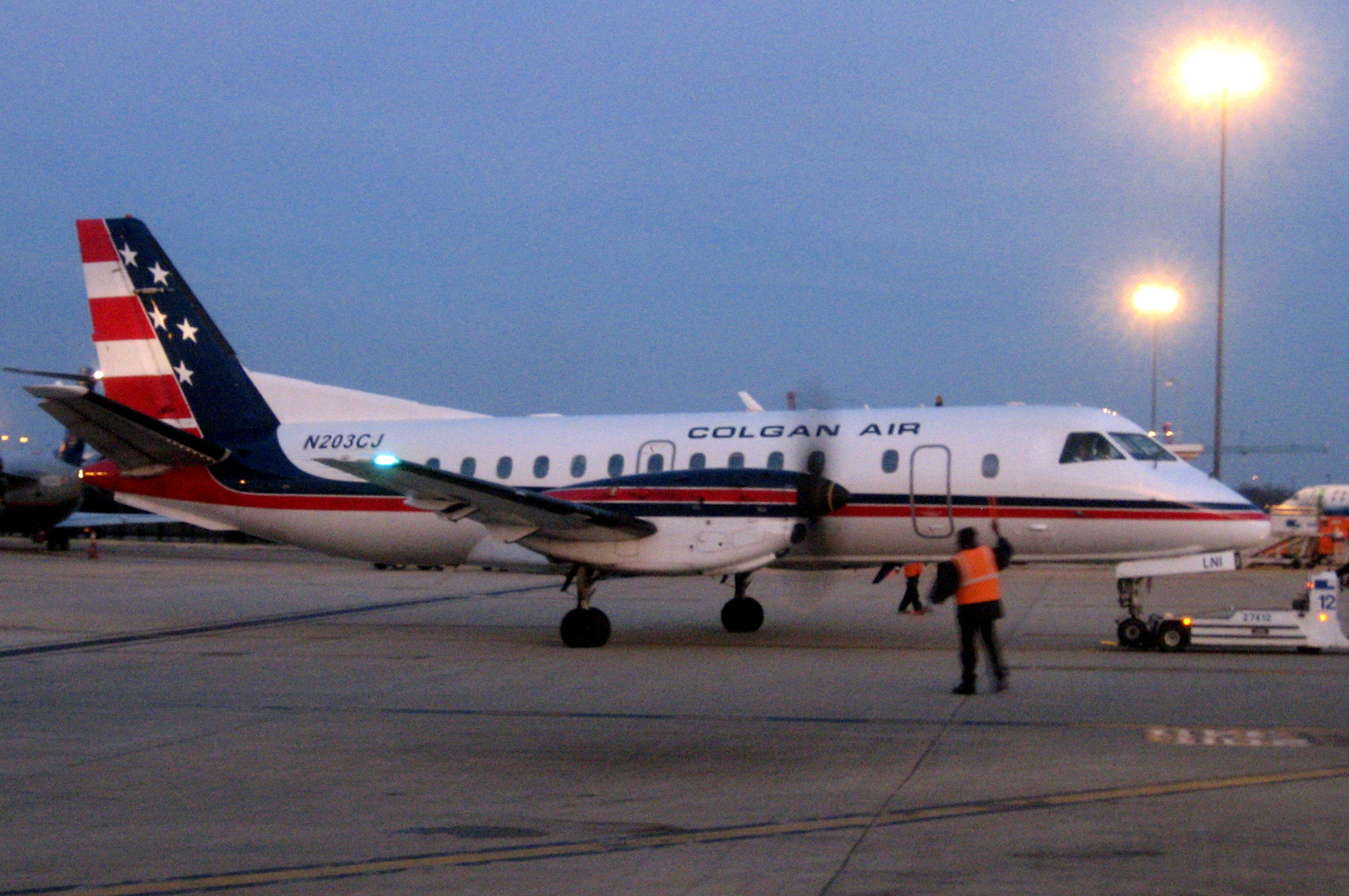
Um modelo Saab 340 da Colgan Air em 2006.

Colgan Air foi uma subsidiária aérea norte-americana da Pinnacle Airlines Corp, cuja sede estava localizada em Memphis, no Tennessee.
Os principais centros da Colgan Air estavam em Newark e Washington (Dulles). Estava operando para a United Express quando se tornou extinta. A Pinnacle Airlines Corporation eliminou o nome do Colgan Air em 5 de setembro de 2012 e transferiu as operações para outras subsidiárias.